# Nipsey Hussle
Nipsey Hussle (e spesso stilizzato in Nipsey Hu$$le), pseudonimo di Ermias Joseph Asghedom (Los Angeles, 15 agosto 1985 – Los Angeles, 31 marzo 2019), è stato un rapper, imprenditore e attivista statunitense.
Nato e cresciuto nel distretto di Crenshaw, South Los Angeles, è stato un membro della gang locale dei Rollin' 60s Neighborhood Crips, un sottogruppo dei Crips. Ha rilasciato diversi mixtape, in particolare Crenshaw (2013) ha ottenuto un rapido e notevole successo, attirando il plauso di diversi artisti, tra cui E-40 e Jay-Z.
Nel 2018 il suo album d'esordio Victory Lap ha debuttato al quarto posto nella Billboard 200 ed è stato nominato ai Grammy Awards nella categoria miglior album hip hop. Muore il 31 marzo 2019 dopo essere stato colpito da alcuni colpi d'arma da fuoco fuori dal suo negozio a Los Angeles, poco lontano dal quartiere dove è nato e cresciuto.

## Carriera

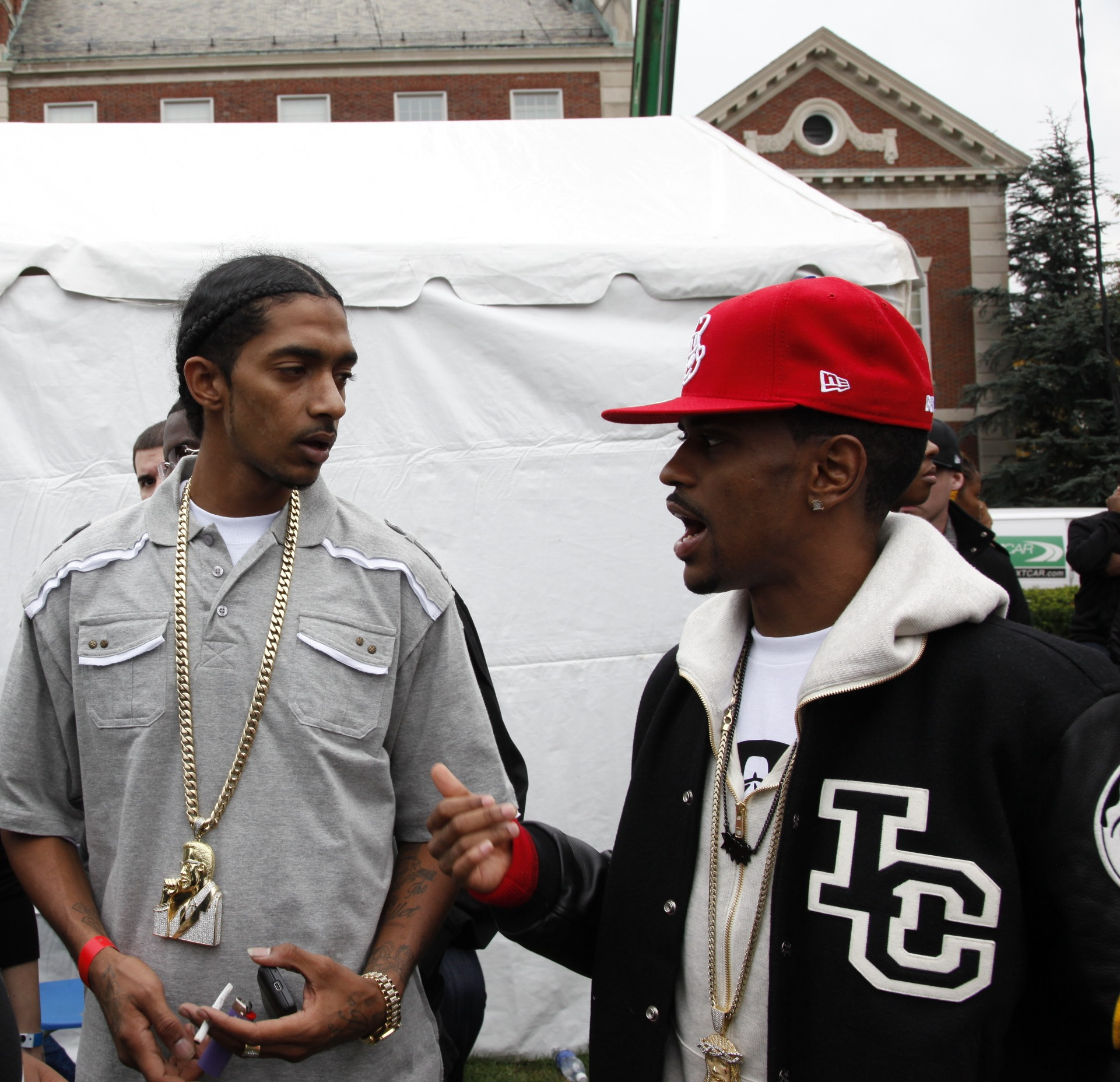
Hussle e Big Sean nel 2009

Nel 2012, si vociferava che Hussle avrebbe firmato per Rick Ross's Maybach Music Group etichetta (MMG). Nipsey ha fatto la sua apparizione in un singolo del rapper YG "B * tches Is not Sh * t", che campiona la classica canzone di Dr. Dre con lo stesso nome e presenta anche il rapper Young Money Tyga e Snoop Dogg. La canzone ha debuttato negli Stati Uniti Billboard Hot 100 al numero 100 e nella classifica Heatseekers Songs al numero 11. Il 17 aprile 2012, Hussle ha pubblicato un album collaborativo con un collega rapper Blanco, dal titolo Raw. L'album include le apparizioni di YG, Mistah FAB, Yukmouth, B-Legit, Kokane e Freeway. Nel maggio 2012, ha pubblicato un singolo "Proud of That", che presenta la voce ospite di Rick Ross. Ha anche partecipato alla canzone della MMG "Fountain of Youth", che appare nel secondo album dell'etichetta Self Made Vol. 2. Il video musicale è stato rilasciato il 1º ottobre 2012. Nel mese di dicembre 2012, Hussle ha accennato di più alla firma con Maybach Music Group / Warner Bros. Records, ma ha detto che avrebbe comunque cercato il giusto etichetta.
Hussle ha detto che avrebbe rilasciato la sua terza e ultima puntata della serie di mixate di Marathon con TM3: Victory Lap nel 2013, dopo essere stata respinta dalla sua data di rilascio iniziale di dicembre 2012. Ha anche annunciato che stava pianificando di pubblicare un mixtape con un rapper della West Coast e un frequente collaboratore YG, intitolato Two of America's Most Wanted nel 2013. Doveva esibirsi con Dom Kennedy e Mustard. Hussle si è esibito al festival Paid Dues 2013 il 30 marzo 2013 in California. Dopo aver deciso di non firmare con una major, a causa della mancanza di libertà creativa, scelse di fare di Victory Lap il suo album di debutto.

A partire dal 2013, ha pubblicato diverse canzoni da Crenshaw, tra cui il brano prodotto da 9th Wonder "Face the World" e un brano The Futuristics e 1500 o Nothin "Blessings". Il 6 agosto 2013, Hussle annunciò che Victory Lap sarebbe stato pubblicato come album, piuttosto che come mixtape. Ha confermato che l'elenco dei brani e la data di rilascio saranno rivelati molto presto. 

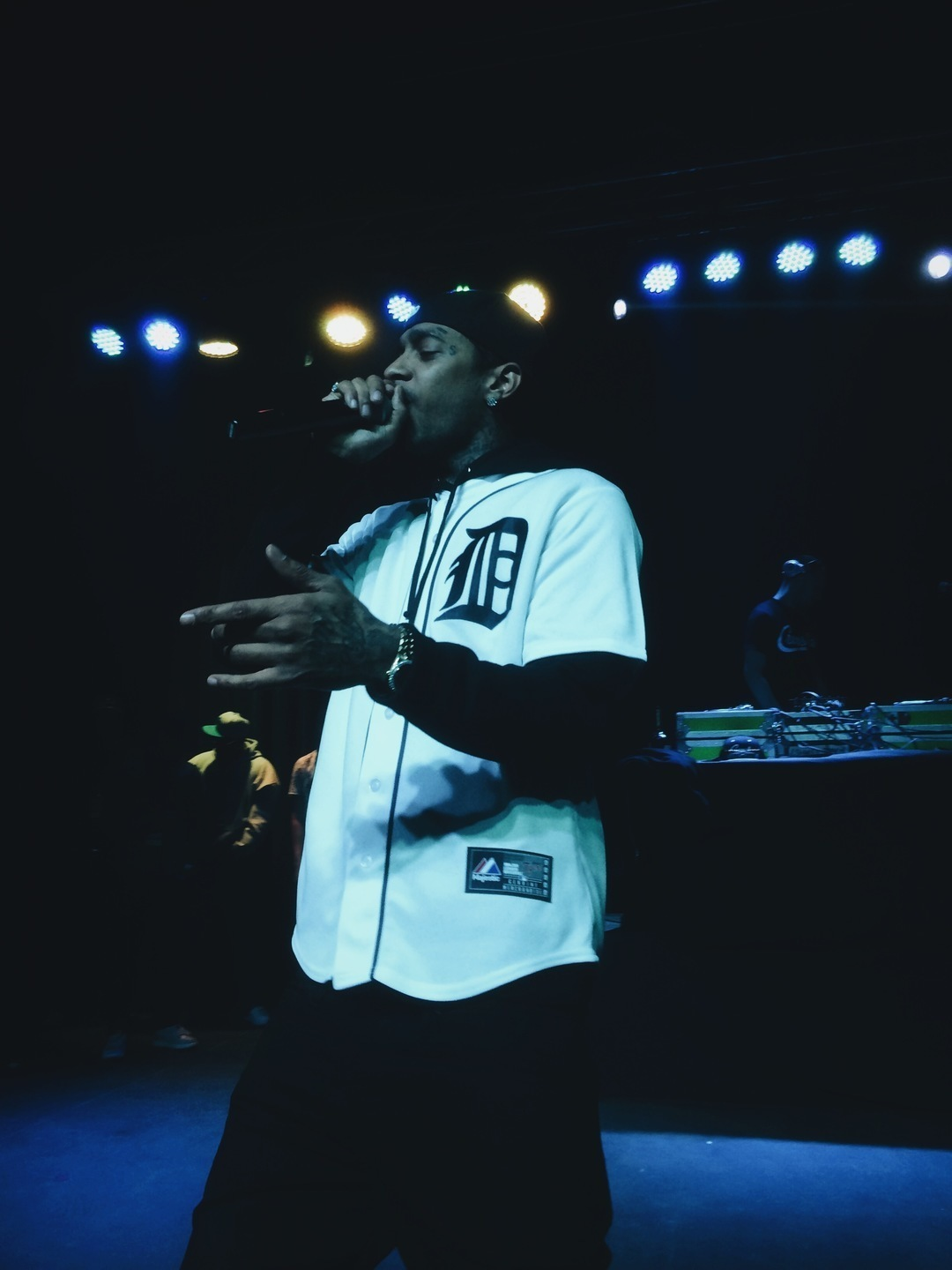
Nipsey Hussle nel 2013

Il 16 settembre 2013, Hussle ha annunciato che avrebbe rilasciato il suo nuovo mixtape Crenshaw (ospitato da DJ Drama), l'8 ottobre 2013. Il 24 settembre 2013, ha rivelato la track list per Crenshaw, che conteneva ospiti apparizioni da Rick Ross, Dom Kennedy, Slim Thug, James Fauntleroy II, Z-Ro, Skeme e Sade, tra gli altri. La produzione sul mixtape è stata gestita da The Futuristics, 1500 o Nothin ', 9th Wonder, Mike Free, Ralo e Jiggy Hendrix, tra gli altri. Ha anche pubblicato il documentario "Crenshaw" quel giorno nella promozione del mixtape. Il 2 ottobre 2013, Hussle ha pubblicato due album di compilation di grandi successi su iTunes, Nip Hussle the Great Vol. 1 e vol. 2. Il 3 ottobre 2013, pubblicò un altro trailer per il mixtape, rivelando anche 1 000 copie cartacee del mixtape che sarebbero state vendute a $ 100 ciascuna. Secondo quanto riferito, ha venduto tutte le 1 000 copie in meno di 24 ore, facendo effettivamente 100.000 dollari.
Dopo il rilascio di Crenshaw, Hussle ha dichiarato che Victory Lap sarebbe stato pubblicato nel 2014. Il 14 ottobre 2013, Hussle ha dichiarato a Complex che il primo singolo di Victory Lap sarebbe stato intitolato "Rap Niggas" ed era pronto per il rilascio. Il 20 novembre 2013, Hussle ha confermato che Victory Lap presenta le produzioni di Ralo, 1500 o Nothin ', The Futuristiks e Mustard. In seguito ha confermato altri produttori, tra cui Don Cannon e DJ Khalil nell'album. Nel 2016 ha pubblicato Famous Lies e Unpopular Truth. Ha commentato le elezioni presidenziali americane del 2016 pubblicando il singolo FDT con YG. Il 16 febbraio 2018 Hussle pubblicò il suo album di debutto in studio Victory Lap.

## Vita privata
Americano eritreo, Hussle è nato il 15 agosto 1985 e cresciuto nel quartiere di Crenshaw a South Los Angeles. Era anche un membro del locale Rollin' 60s Neighborhood Crips, un sottogruppo della gang dei Crips.
Hussle e l'attrice Lauren London hanno iniziato a frequentarsi nel 2013 e il 31 agosto 2016 hanno dato il benvenuto al loro primo figlio. London ha avuto un figlio da una precedente relazione con il rapper Lil Wayne, mentre Hussle aveva una figlia da una precedente relazione.

## Morte

Il memoriale di fronte al Marathon Clothing, dove Hussle è stato ucciso a colpi di arma da fuoco

Secondo fonti della polizia, il 31 marzo 2019, Hussle è stato colpito più volte con una pistola nel parcheggio del suo negozio, Marathon Clothing a South Los Angeles alle 15:25 (ora locale). Altre due persone sono rimaste ferite nella sparatoria. Tutte e tre le vittime sono state trasportate in ospedale, dove è stata dichiarata la morte di Hussle all'età di 33 anni. Un rapper chiamato GBO Gaston ha affermato di aver ucciso Nipsey Hussle su uno streaming di Instagram prima che l'autore fosse arrestato.
Dopo aver sentito la notizia, alcuni atleti, attori e musicisti hanno offerto le loro condoglianze sui social media ai familiari di Hussle. La polizia ha identificato il ventenne Eric Holder come sospetto. Gli investigatori ritengono che Holder fosse noto al rapper e che la sparatoria fosse probabilmente motivata da una questione personale. Il 2 aprile 2019, Holder fu arrestato dai membri del dipartimento di polizia di Los Angeles.
È stato sepolto al Forest Lawn Memorial Park di Hollywood Hills, a Los Angeles. Suo fratello, Samuel Asghedom è stato nominato amministratore permanente della proprietà di Hussle.

## Monumenti
È stata avviata una petizione per rinominare l'incrocio di Slauson Avenue e Crenshaw Boulevard vicino al Marathon negozio di abbigliamento di Hussle a "Nipsey Hussle Square". Il giorno del suo funerale, il consiglio ha annunciato che sarebbe stato ribattezzato Ermias "Nipsey Hussle" Asghedom Square per onorare lui e il suo contributo al vicinato.
Il servizio funebre di Hussle si è tenuto l'11 aprile allo Staples Center di Los Angeles, con i biglietti regalati gratuitamente. Fu letta una lettera dell'ex presidente Barack Obama che lodò il rapper per il suo lavoro nella comunità. "Mentre la maggior parte della gente guarda il quartiere di Crenshaw dove è cresciuto e vede solo gang, proiettili e disperazione, Nipsey ha visto il potenziale", ha scritto Obama.
La processione funebre lunga 25,5 miglia (41,0 km) percorse per le strade di South LA, tra cui Watts, dove trascorse alcuni dei suoi anni formativi. Le Watts Towers erano un luogo di ritrovo lungo il percorso per le persone in lutto. Le folle che fiancheggiavano le strade, che a volte creavano ingorghi mentre invadevano le strade, dimostrarono l'impatto che ebbe su questa comunità.
L'amico e collaboratore di lunga data di Hussle, YG, ha dedicato la sua interpretazione al festival musicale Coachella Valley 2019 alla memoria di Nipsey Hussle.

## Discografia

### Album in studio
- 2018 – Victory Lap

### Raccolte
- 2013 – Nip Hussle the Great Vol. 1
- 2013 – Nip Hussle the Great Vol. 2

### Mixtape
- 2010 – The Marathon
- 2011 – The Marathon Continues
- 2013 – Crenshaw
- 2014 – Mailbox Money

### Singoli

#### Come artista principale
- 2008 – Bullets Ain't Got No Names
- 2008 – Hussle in the House
- 2009 – Roll the Windows Up (feat. Slauson Boyz e K Young)
- 2009 – The Life (feat. Snoop Dogg)
- 2009 – Gotta Take It (feat. Lloyd e Taslema)
- 2010 – We Are the World 25 for Haiti (Artisti Vari)
- 2010 – They Roll (feat. The Game)
- 2010 – Feelin' Myself (feat. Lloyd)
- 2012 – Proud of That (feat. Rick Ross)
- 2013 – Rich Roll (feat. Taslema)
- 2013 – Keys 2 the City
- 2013 – Run a Lap
- 2013 – Thas Wat Hoes Do (feat. YG e Rimpau)
- 2013 – I Need That (feat. Dom Kennedy)
- 2013 – Rose Clique
- 2013 – Checc Me Out (feat. Dom Kennedy e Cobby Supreme)
- 2013 – U See Us
- 2014 – The Weather (feat. Rick Ross e Cuzzy Capone)
- 2014 – If U Were Mine' (feat. James Fauntleroy)
- 2014 – 1 of 1
- 2014 – Hotel Suite
- 2014 – Count Up That Loot
- 2014 – Between Us (feat. K Camp)
- 2014 – Be Here for a While (feat. Vernardo)
- 2016 – Question 1 (feat. Snoop Dogg)
- 2016 – Can't Spell Success
- 2016 – State of Mind (feat. Y2)
- 2016 – No Favors
- 2016 – Foundations of a Man (feat. DCokah)
- 2017 – Rap Niggas
- 2018 – Last Time That I Checc'd (feat. YG)
- 2018 – Dedication (feat. Kendrick Lamar)
- 2018 – Perfect Timing
- 2019 – Racks in the Middle (feat. Roddy Ricch e Hit-Boy)
- 2021 – What It Feels Like (con Jay-Z)
- 2022 – Diamond Mind (con Dr. Dre e Ty Dolla Sign)

#### Collaborazioni
- 2009 – Ice Cream Paint Job (West Coast Remix) (Dorrough feat. Snoop Dogg, Nipsey Hussle, Soulja Boy, E-40 e Jim Jones)
- 2010 – My Shine (Remix) (Ron Eazi feat. Nipsey Hussle)
- 2011 – When Ya On (Chamillionaire feat. Nipsey Hussle)
- 2012 – Bitches Ain't Shit (YG feat. Tyga, Snoop Dogg e Nipsey Hussle)
- 2012 – Black Faces (Childish Gambino feat. Nipsey Hussle)
- 2012 – #Grindmode (YG feat. 2 Chainz e Nipsey Hussle)
- 2012 – Californication (David Banner feat. Snoop Dogg, The Game, Nipsey Hussle, Kree e Ras Kass)
- 2013 – Success (Rookie Snow feat. Nipsey Hussle e E-Moe)
- 2013 – You Broke (YG feat. Nipsey Hussle)
- 2013 – Cali Love (Messy Monk feat. Nipsey Hussle e Kaizer Sose)
- 2013 – Coast to Coast (Infamous Haze feat.Cassidy, Joell Ortiz, Dominic, Nipsey Hussle e Dro Pesci)
- 2013 – Aimless (Cha$ten Tha Don feat. Nipsey Hussle e Kokane)
- 2013 – Blue Rag House Shows (C-Hecc feat. Nipsey Hussle)
- 2013 – Hold Up (Marion Band$ feat. Nipsey Hussle)
- 2015 – Ain't Nothin' New (Jadakiss feat. Ne-Yo e Nipsey Hussle)
- 2015 – California Water (Big Lean feat. Nipsey Hussle)
- 2015 – I Want a Benz (YG feat. 50 Cent e Nipsey Hussle)
- 2016 – Do the Damn Thang (Da YoungFellaz e Ralph Myerz feat. Snoop Dogg, George Clinton e Nipsey Hussle)
- 2016 – Dope (King Lil G feat. Nipsey Hussle)
- 2016 – FDT (YG feat. Nipsey Hussle)
- 2019 – Higher (DJ Khaled feat. Nipsey Hussle e John Legend)
- 2020 – Deep Reverence (Big Sean feat. Nipsey Hussle)

## Filmografia
- Crazy Ex-Girlfriend Serie TV (2015)